# Johan Abraham Börtzell
Johan Abraham Börtzell, född 9 februari 1763 i Stockholm, död där 26 januari 1850, var en svensk statssekreterare och tulldirektör.
Börtzell var son till borgaren och hovglasmästaren i Stockholm David Börtzell. Han blev student vid Uppsala universitet 1778 och avlade examen till kanslikollegiet 1780. Han blev samma år extraordinarie kanslist i civilexpeditionen, kopist där 1782 och kanslist 1783. 1784 blev han auskultant i Svea hovrätt och 1785 vice borgmästare i Norrtälje. 1789 blev Börtzell protokollsekreterare vid civilexpeditionen, 1790 biträdande sekreterare vid hovexpeditionen och samtidigt sekreterare hos ståthållaren på Stockholms slott. Han blev 1799 förste expeditionssekreterare vid civilexpeditionen, ledamot i rikets ärendens allmänna beredning 1801. Börtzell erhöll 1803 avsked från slottstaten och blev samma år justitiarius i slottsrätten. 1805 blev han riddare av Nordstjärneorden.
1807 erhöll han kansliråds namn. Statskuppen 1809 banade väg för en snabbare befordran, och Börtzell blev i juni ledamot av Rikets allmänna ärendens beredning och sekreterare vid hovexpeditionen, sekreterare i hemliga utskottet och tillförordnad statssekreterare i civilexpeditionen i juli, var under sommaren ledamot av kommittén angående ny kansliordning och blev i september statssekreterare i kammarexpeditionen. Börtzell var 1809-13 fullmäktig i generaltullarrendedirektionen, ledamot av kommittén angående expektansstat för före detta finska armén 1810 och adlades samma år. 1813 blev han fullmäktig i generaltulldirektionen, erhöll 1817 avsked från statssekreterarämbetet och blev i stället ledamot ledamot i rikets allmänna ärendens beredning. Börtzell entledigades från detta uppdrag och från generaltulldirektionen 1817. 1824 blev han tillförordnad vice president i kammarkollegiet. Han erhöll avsked med pension 1830.